# Barrio La Jarana (San Sebastián)

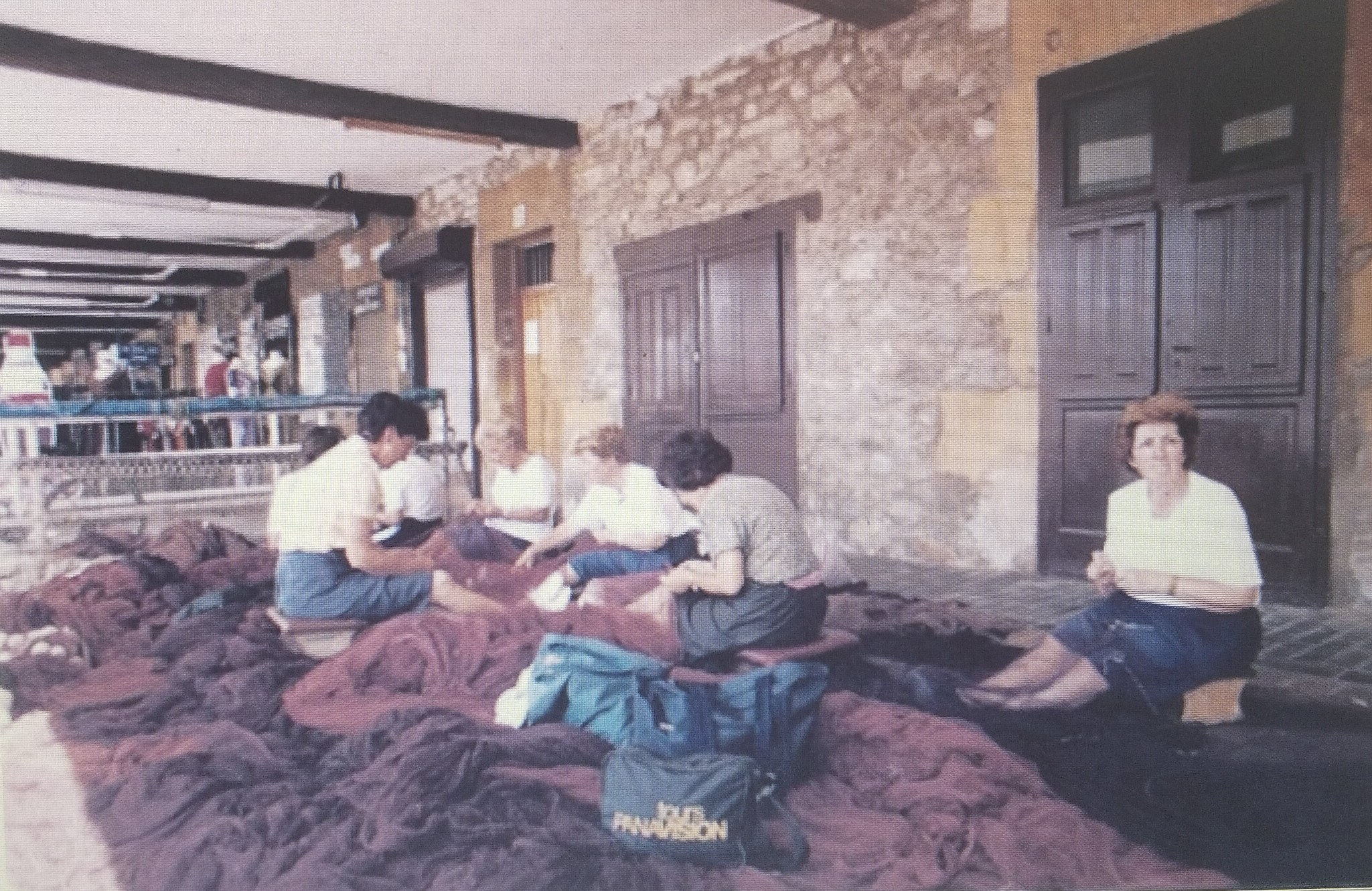
Últimas rederas en el barrio La Jarana

La Jarana es un histórico barrio de la ciudad vasca de San Sebastián en el norte de España. Recibió ese nombre por el bullicio nocturno que caracterizaba la zona en tiempos pasados.  
El origen de su denominación se remonta a la época anterior al derribo de las murallas de la ciudad, cuando, al cerrarse las puertas de la ciudad durante la noche, los marineros que no podían regresar a sus casas en La Parte Vieja se quedaban a pasar la noche en las tabernas del puerto.
Con el paso de los años, La Jarana ha evolucionado, pero sigue siendo una parte esencial de la historia y el folklore de San Sebastián. 

## Historia y descripción
Las casas actuales  se construyeron dentro de un plan de reforma del puerto en 1855 y proyectado por el ingeniero Manuel Peironcely.
Las casas  se construyeron  iguales, encaladas de blanco y sin levantes. Una característica del barrio son sus soportales que servían hasta el siglo XXI para realizar bajo techo las labores complementarias de la pesca como la reparación de las redes o la  preparación de aparejos entre  otras. Actualmente el espacio está ocupado por la hostelería. 

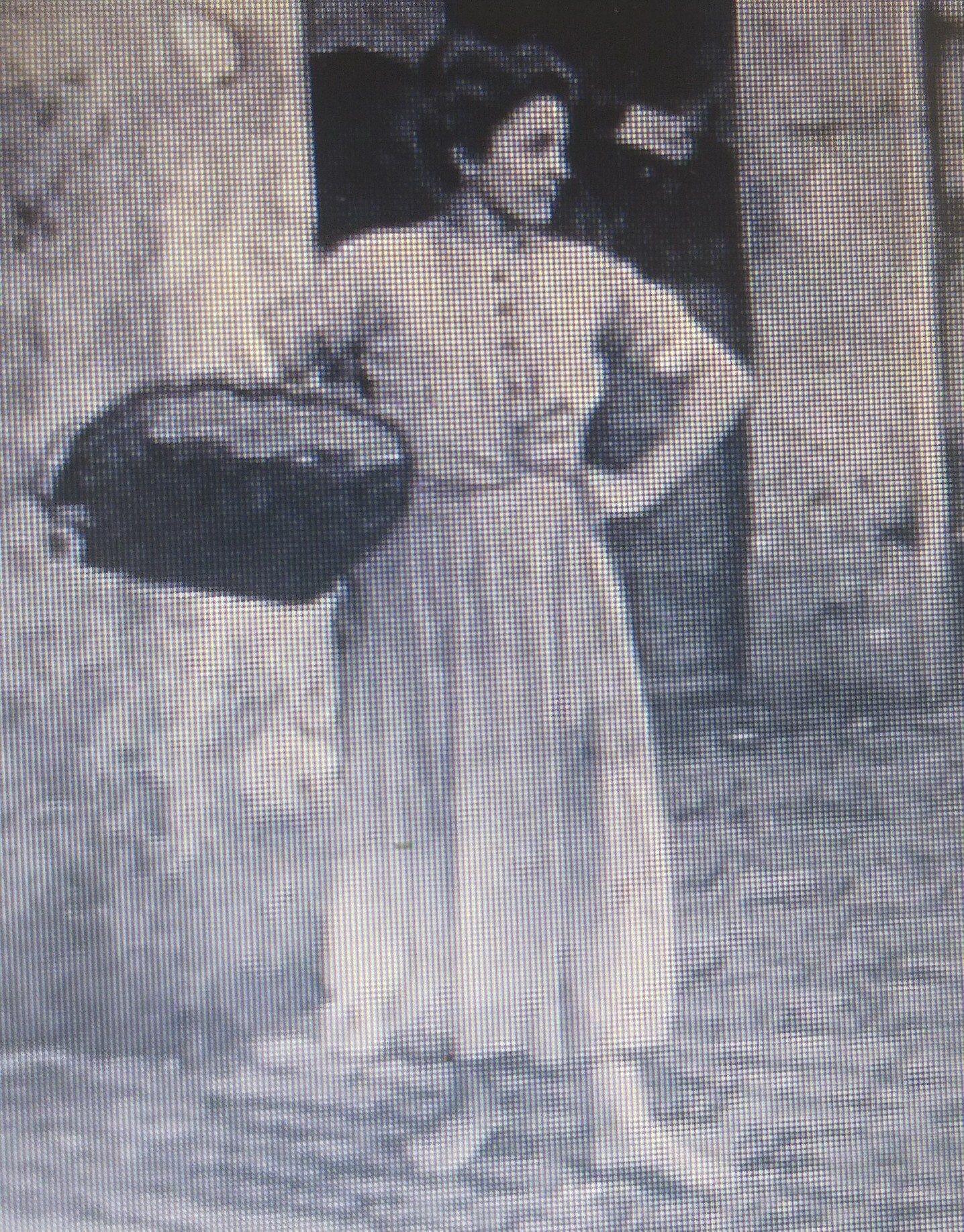
Vendedora de sardinas en el puerto de San Sebastián hacia 1900

En este lugar, muchas generaciones de familias de pescadores esperaban con incertidumbre la llegada de sus marinos en las repentinas galernas y los rescates que suscitaban. Baste recordar al héroe marino José María Zubía, conocido como Aita Mari, que era vecino de La Jarana, fallecido en un rescate  en 1866.